# Stornosig haj
Stornosig haj (Carcharhinus altimus) är en tung cylindrisk haj som kan bli upp emot 3 meter lång. Den har en lång bred nos och en stor rak ryggfena. 
Man kan hitta den på mellan 25 och 500 meter djup över kontinentalsocklar, men den är sällsynt på grunt vatten. Den äter rockor andra hajar och benfiskar.
Arten förekommer med flera från varandra skilda populationer i varama hav nära kusten. Den dyker till ett djup av 810 meter. Ungdjur stannar i områden som är 25 meter djupa. Könsmognaden infaller för honor vid en längd av 205 cm och för hannar vid 190 cm när de är cirka 17 år gamla. Honor lägger inga ägg utan föder 3 till 15 levande ungar. De är vid födelsen 60 till 90 cm långa. Livslängden uppskattas med 23 år.
Flera exemplar hamnar som bifångst i fiskenät. Populationens storlek minskar med maximal 30 procent under 60 år. IUCN listar arten som nära hotad (NT).